# H-věty

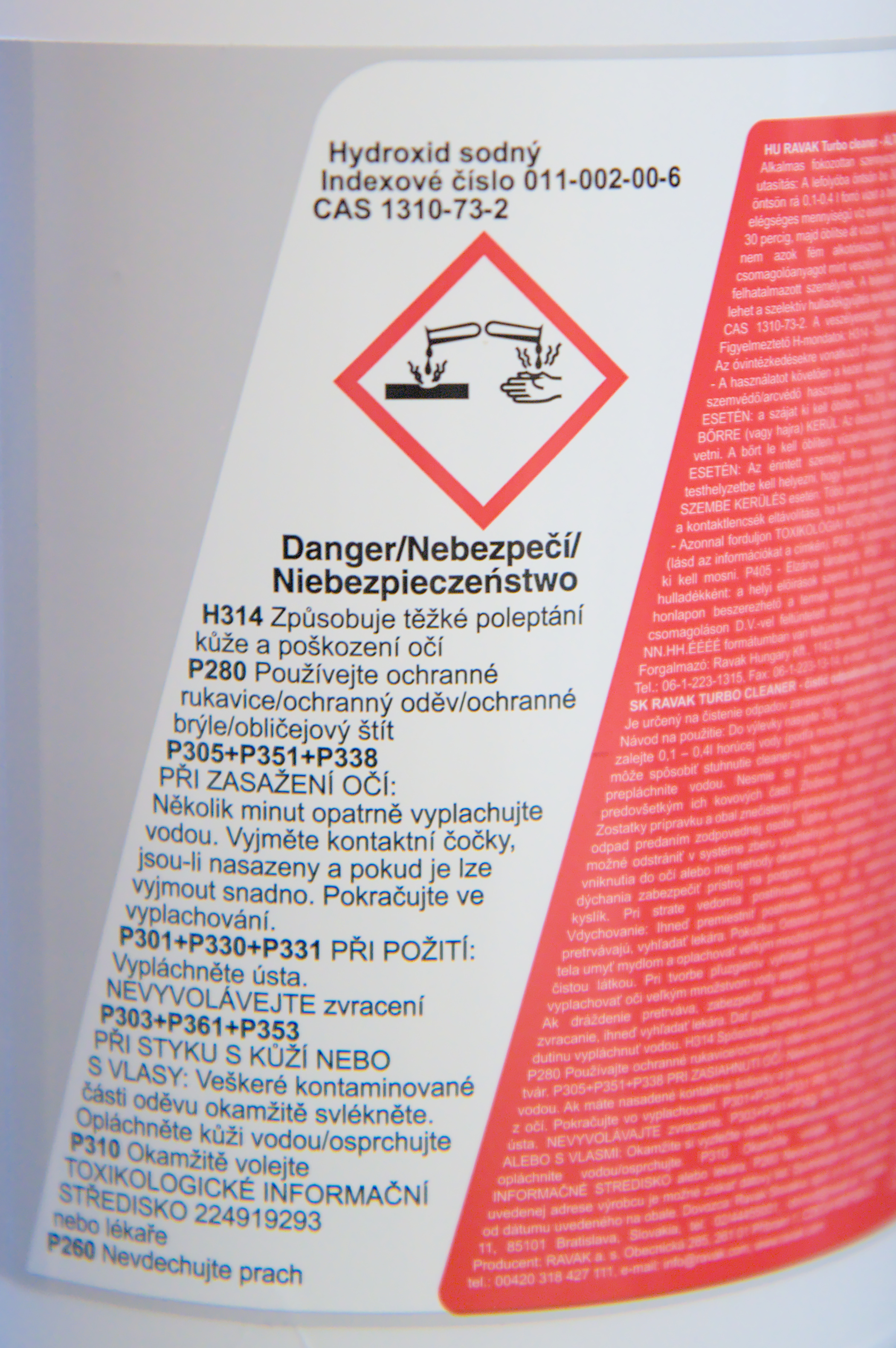
Věta H314 – „Způsobuje těžké poleptání kůže a poškození očí“ na obalu čističe odpadů obsahujícího hydroxid sodný

H-věty (podle anglického Hazard statements) jsou standardní věty o nebezpečnosti chemických látek a jejich směsí. Jsou součástí Globálně harmonizovaného systému klasifikace a označování chemikálií a nahrazují dřívější R-věty se stejným účelem a obdobným obsahem.

## Přehled H-vět
| H200 | Nestabilní výbušnina.                                                                           |
| H201 | Výbušnina; nebezpečí masivního výbuchu.                                                         |
| H202 | Výbušnina; vážné nebezpečí zasažení částicemi.                                                  |
| H203 | Výbušnina; nebezpečí požáru, tlakové vlny nebo zasažení částicemi.                              |
| H204 | Nebezpečí požáru nebo zasažení částicemi.                                                       |
| H205 | Při požáru může způsobit masivní výbuch.                                                        |
| H220 | Extrémně hořlavý plyn.                                                                          |
| H221 | Hořlavý plyn.                                                                                   |
| H222 | Extrémně hořlavý aerosol.                                                                       |
| H223 | Hořlavý aerosol.                                                                                |
| H224 | Extrémně hořlavá kapalina a páry.                                                               |
| H225 | Vysoce hořlavá kapalina a páry.                                                                 |
| H226 | Hořlavá kapalina a páry.                                                                        |
| H228 | Hořlavá tuhá látka.                                                                             |
| H229 | Nádoba je pod tlakem: při zahřívání se může roztrhnout.                                         |
| H240 | Zahřívání může způsobit výbuch.                                                                 |
| H241 | Zahřívání může způsobit požár nebo výbuch.                                                      |
| H242 | Zahřívání může způsobit požár.                                                                  |
| H250 | Při styku se vzduchem se samovolně vznítí.                                                      |
| H251 | Samovolně se zahřívá: může se vznítit.                                                          |
| H252 | Ve velkém množství se samovolně zahřívá; může se vznítit.                                       |
| H260 | Při styku s vodou uvolňuje hořlavé plyny, které se mohou samovolně vznítit.                     |
| H261 | Při styku s vodou uvolňuje hořlavé plyny.                                                       |
| H270 | Může způsobit nebo zesílit požár; oxidant.                                                      |
| H271 | Může způsobit požár nebo výbuch; silný oxidant.                                                 |
| H272 | Může zesílit požár; oxidant.                                                                    |
| H280 | Obsahuje plyn pod tlakem; při zahřívání může vybuchnout.                                        |
| H281 | Obsahuje zchlazený plyn; může způsobit omrzliny nebo poškození chladem.                         |
| H290 | Může být korozivní pro kovy.                                                                    |
| H300 | Při požití může způsobit smrt.                                                                  |
| H301 | Toxický při požití.                                                                             |
| H302 | Zdraví škodlivý při požití.                                                                     |
| H304 | Při požití a vniknutí do dýchacích cest může způsobit smrt.                                     |
| H310 | Při styku s kůží může způsobit smrt.                                                            |
| H311 | Toxický při styku s kůží.                                                                       |
| H312 | Zdraví škodlivý při styku s kůží.                                                               |
| H314 | Způsobuje těžké poleptání kůže a poškození očí.                                                 |
| H315 | Dráždí kůži.                                                                                    |
| H317 | Může vyvolat alergickou kožní reakci.                                                           |
| H318 | Způsobuje vážné poškození očí.                                                                  |
| H319 | Způsobuje vážné podráždění očí.                                                                 |
| H330 | Při vdechování může způsobit smrt.                                                              |
| H331 | Toxický při vdechování.                                                                         |
| H332 | Zdraví škodlivý při vdechování.                                                                 |
| H334 | Při vdechování může vyvolat příznaky alergie nebo astmatu nebo dýchací potíže.                  |
| H335 | Může způsobit podráždění dýchacích cest.                                                        |
| H336 | Může způsobit ospalost nebo závratě.                                                            |
| H340 | Může vyvolat genetické poškození.                                                               |
| H341 | Podezření na genetické poškození.                                                               |
| H350 | Může vyvolat rakovinu.                                                                          |
| H351 | Podezření na vyvolání rakoviny.                                                                 |
| H360 | Může poškodit reprodukční schopnost nebo plod v těle matky.                                     |
| H361 | Podezření na poškození reprodukční schopnosti nebo plodu v těle matky.                          |
| H362 | Může poškodit kojence prostřednictvím mateřského mléka.                                         |
| H370 | Způsobuje poškození orgánů.                                                                     |
| H371 | Může způsobit poškození orgánů.                                                                 |
| H372 | Způsobuje poškození orgánů při prodloužené nebo opakované expozici.                             |
| H373 | Může způsobit poškození orgánů při prodloužené nebo opakované expozici.                         |
| H400 | Vysoce toxický pro vodní organismy.                                                             |
| H400 | Škodlivý pro vodní organismy.                                                                   |
| H410 | Vysoce toxický pro vodní organismy, s dlouhodobými účinky.                                      |
| H411 | Toxický pro vodní organismy, s dlouhodobými účinky.                                             |
| H412 | Škodlivý pro vodní organismy, s dlouhodobými účinky.                                            |
| H413 | Může vyvolat dlouhodobé škodlivé účinky pro vodní organismy.                                    |
| H420 | Poškozuje veřejné zdraví a životní prostředí tím, že ničí ozon ve svrchních vrstvách atmosféry. |

## Doplňkové informace o nebezpečnosti
| EUH 001  | Výbušný v suchém stavu. |
| EUH 006  | Výbušný za přístupu i bez přístupu vzduchu. |
| EUH 014  | Prudce reaguje s vodou. |
| EUH 018  | Při používání může vytvářet hořlavé nebo výbušné směsi par se vzduchem.                                                                                    |
| EUH 019  | Může vytvářet výbušné peroxidy. |
| EUH 044  | Nebezpečí výbuchu při zahřátí v uzavřeném obalu. |
| EUH 029  | Uvolňuje toxický plyn při styku s vodou. |
| EUH 031  | Uvolňuje toxický plyn při styku s kyselinami. |
| EUH 032  | Uvolňuje vysoce toxický plyn při styku s kyselinami. |
| EUH 066  | Opakovaná expozice může způsobit vysušení nebo popraskání kůže.                                                                                            |
| EUH 070  | Toxický při styku s očima. |
| EUH 071  | Způsobuje poleptání dýchacích cest. |
| EUH 059  | Nebezpečný pro ozonovou vrstvu. Pod kódem H420 je už součástí GHS ve verzi 5.1, ve druhém přizpůsobení technickému pokroku podle nařízení Evropské komise. |
| EUH 201  | Obsahuje olovo. Nemá se používat na povrchy, které mohou okusovat nebo olizovat děti.                                                                      |
| EUH 201A | Pozor! Obsahuje olovo. |
| EUH 202  | Kyanoakrylát. Nebezpečí. Okamžitě slepuje kůži a oči. Uchovávejte mimo dosah dětí.                                                                         |
| EUH 203  | Obsahuje chrom (VI). Může vyvolat alergickou reakci. |
| EUH 204  | Obsahuje isokyanáty. Může vyvolat alergickou reakci. |
| EUH 205  | Obsahuje epoxidové složky. Může vyvolat alergickou reakci.                                                                                                 |
| EUH 206  | Pozor! Nepoužívejte společně s jinými výrobky. Může uvolňovat nebezpečné plyny (chlor).                                                                    |
| EUH 207  | Pozor! Obsahuje kadmium. Při používání vznikají nebezpečné výpary. Viz informace dodané výrobcem. Dodržujte bezpečnostní pokyny.                           |
| EUH 208  | Obsahuje (název senzibilizující látky). Může vyvolat alergickou reakci.                                                                                    |
| EUH 209  | Při používání se může stát vysoce hořlavým. |
| EUH 209A | Při používání se může stát hořlavým. |
| EUH 210  | Na vyžádání je k dispozici bezpečnostní list. |
| EUH 401  | Dodržujte pokyny pro používání, abyste se vyvarovali rizik pro lidské zdraví a životní prostředí.                                                          |